# 金牛座IK
金牛座IK或金牛座NML是在黃道星座金牛座的一顆米拉變星，距離太陽大約280秒差距（910光年）。

## 發現
在1965年，加州理工學院的天文學家格里·諾伊格鮑爾、Martz、和羅伯·雷頓，報導了兩顆極低溫恆星的發現。當時，估計這些極紅色天體的溫度在1,000 K左右。
在沒有其它名稱的情况下，它們以發現者的首字母與其所在星座命名為天鵝座NML和金牛座NML。它在1967年被確定為米拉變星。金牛座NML這個名字在該星獲得金牛座IK的變星名稱後就被廢棄了。

## 變異性
金牛座IK大約每470天變化一次，視星等在10.8到16.5的兩極值之間變化。因為它的光譜顯示出强烈的氫發射和非常大的視星等振幅，它在發現後不久就被歸類為米拉變星。在每個週期中，恆星的光譜也會發生變化，在接近最小值時一直達到M10，在最大值時只有M6-M8。

## 性質
金牛座IK大約每470天就有一次强烈的脈動循環，在最低的溫度時是最冷，但有最大的亮度。熱光度變化較小，估計為8,724 L☉。計算得到的溫度僅2,234 K，半徑為608 R☉。
金牛座IK 具有來自其擴展大氣層和星周物質的强邁射發射。星周物質富含塵埃，在恆星附近有氧化鋁，在更遠的地方有矽酸鹽。這兩種類型的塵埃各自形成了單獨的外殼，一種在恆星半徑的兩倍以內，另一種在其半徑的三倍之外。塵埃密度最大的區域是金牛座IK半徑的6-8倍處。
儘管即使在最大亮度下，金牛座IK的視星等仍遠低於肉眼可見的亮度，這是由於低溫和可見光波長的强烈消光。在紅外線中，它比突出的恆星如參宿七更亮（K波段星等 +0.18），並且可與天狼星相媲美（K波段星等 -1.35）。

## 演化
做為米拉變星，金牛座IK是一顆漸近巨星支（AGB）恆星，初始質量大約為1.5 M☉。它已經耗盡了核心的氫和氦，但質量不足以點燃碳氧核心，現在正在同心的氫和氦殼層中交替融合。隨著惰性核心的生長和氫殼層接近表面，質量損失變得非常高，恆星在視覺上變得非常模糊，成為一顆「暗星」。然後它將迅速失去整個大氣層，形成行星狀星雲，並留下白矮星。